# Ecole d’Humanité
École d'Humanité — школа-интернат в городе Хаслиберг в кантоне Берн, Швейцария.

## История создания
École d'Humanité была основана в 1934 году немецким педагогом-реформатором  Паулем Гехебом и его женой Эдит Гехеб-Кассирер (нем. Edith Geheeb-Cassirer). Гехеб основал школу-интернат Оденвальд еще в 1910 в немецком Гессене, но после прихода к власти национал-социалистической партии в 1934 году семья Гехебов с некоторыми сотрудниками и педагогами школы эмигрировала в Швейцарию, где они основали новую школу — École d'Humanité. Сначала школа располагалась в кантоне Женева, местечке Версуа, а в 1946 году переехала в своё нынешнее место — Гольдерн (нем. Goldern) в Хаслиберге.
Школьный кампус состоит из 20 домиков и шале. Студенты и преподаватели живут большой и дружной семьей. Некоторые сотрудники школы и ученики живут за пределами школы, в соседних городках.

## Месторасположение
Школа расположена в горной деревушке Hasliberg-Goldern в сердце швейцарских Альп, между Люцерном и Интерлакеном в немецкоязычной части Швейцарии. Окружают школу вершины альпийских гор.

## Учебная программа
В школе в настоящее время обучается и проживает около 150 учеников в возрасте от 10 до 20 лет. Примерно половина учеников из Швейцарии, остальные — из более чем 25 стран, для многих из них родной язык английский. Примерно 20% учеников приезжают из США. Преподавание идет соответственно на английском или немецком языках сразу по трем национальным системам образования — английской, американской и швейцарской.
Занятия организованы в небольших группах по 8 учеников, что позволяет уделять каждому ребенку необходимое внимание и заботу. Уроки длятся 60-75 минут, что позволяет глубоко погружаться в тему занятия. Школьники активно участвуют в решении всех школьных вопросов, выдвигая своих представителей в профильные комитеты.
Во второй половине дня ученикам предлагается большой выбор курсов по искусству (живопись, керамика), музыке (инструменты, вокал), танцам. В школе уделяется большое внимание театру, спорту: работают секции волейбола, баскетбола, тай-цзи, хоккея на траве, зимой в обязательном порядке горные лыжи или сноуборд, регулярно организуются походы в горы, ребят учат основам альпинизма.

## Список литературы
- Barbara Hanusa: École d'Humanité. In: Brückel, Frank und Schönberger, Ute (Hrsg.): Querblick. Alternative Schulen in privater Trägerschaft in der Schweiz. Zürich 2009
- Frank Brückel, Saskia Kobler: Schule einmal anders erleben: die École d'Humanité (Schülerinnen und Schüler beschreiben ihr Leben im Internat), Freiburg im Breisgau 2002, ISBN 3-925416-25-0
- Hans Näf: Eine menschliche Schule. Die École d'Humanité von innen gesehen. Zytglogge 2009. ISBN 978-3-7296-0784-2